# 購債
購債是指一家公司、收账公司、私人收账律师事务所或私人投资者从债权人或放款人手中购买債務人拖欠的债务。然后購債者可以自己親自向債務人索要貸款，或者再將債權出售給其他投資者。 :viii :iii